# نبرد ناگارا-گاوا
نبرد ناگارا-گاوا (به ژاپنی: 長良川の戦い Nagara-gawa no tatakai) یک نبرد در امتداد سواحل رودخانه ناگارا در ولایت مینو در آوریل ۱۵۵۶ بود. محل این نبرد در حال حاضر در گیفو، استان گیفو، ژاپن است. این نبردی بین سایتو دوسان و پسرش، سایتو یوشیتاتسو بود.

در سال (۱۵۵۴) سایتو توشیماسا رهبری خاندان را به پسر ارشدش سایتو یوشیتاتسو محول کرد و خود را بازنشسته اعلام کرده و به عنوان یک راهب به معبد جوزای-جی وارد شد و نام دوسان را بر خود گذاشت. با این حال، دوسان بیشتر از پسر ارشدش به دو برادر کوچکتر وی سایتو ماگوشیرو و سایتو کیهیجی علاقه داشت. بزودی پسر ارشد وی به این اقدام پدرش شک کرد و اینگونه فکر کرد که وی قصد نابودی وی را دارد و اختلاف بین او و پدرش عمیق‌تر شده و آشکار شد.
نام مادر یوشیتاتسو، میوشینو بود؛ مادر وی ابتدا سوکوشیتسو (همسر غیراصلی) توکی یوری‌آکی، فرماندار ولایت مینو بود سپس به همسری دشمن وی دوسان درآمد. بنابر فرضیه‌ها یکی از دلایل شورش یوشی‌تاتسو علیه دوسان و کشتن وی این بود که وی خود را فرزند توکی یوری‌آکی می‌دانست.
در سال (۱۵۵۵) سایتو یوشیتاتسو دو برادر خود را کشت و در برابر پدرش لشکرکشی کرد. بیشتر ملازم دوسان بر اثر حوادث گذشته از وی روی گرداندند و به طرفداری پسرش درآمدند. در سال ۱۵۵۶ یوشیتاتسو فرماندهی ۱۷٬۵۰۰ را برعهده گرفت و در نبرد ناگارا-گاوا در مقابل سپاه ۲٬۷۰۰ نفری دوسان قرار گرفت. این نبرد به شکست و مرگ پدرش انجامید. داماد وی اودا نوبوناگا برای حمایت از پدرزنش سپاهی را فراهم کرد اما موفق نشد به موقع سپاه را به میدان نبرد برساند. دوسان هنگام مرگ ۶۳ سال داشت.
دوسان قبل از مرگ اودا نوبوناگا را وارث خود قرار داد.